# Morondava
Morondava   este un oraș  în  partea de vest a Madagascarului, pe malul strâmtorii Mozambic. Este reședința regiunii Menabe. În 2001 avea o populație de 31.000 locuitori.

## Orașe înfrățite
- Le Grand-Quevilly, Franța din  1964[2]